# 2-((3-Aminophényl)sulfonyl)éthanol
Le 2-[(3-aminophényl)sulfonyl]éthanol est un composé aromatique de la famille des anilines substituées et des sulfones. Il s'agit d'un réactif important pour la production de colorants réactifs.

## Synthèse
La synthèse du 2-[(3-aminophényl)sulfonyl]éthanol est réalisée par un procédé en plusieurs étapes à partir du nitrobenzène. La première étape consiste en la sulfochloration du nitrobenzène avec l'acide chlorosulfonique pour donner le chlorure de 3-nitrobenzènesulfonate. Celui-ci est ensuite réduit par le sulfite de sodium en 3-nitrobenzolsulfinate qui dans l'étape suivante est converti en 2-[(3-nitrophényl)sulfonyl]éthanol par éthoxylation. Dans l'étape finale, le groupe nitro est réduit, par exemple par hydrogénation catalysée avec du nickel de Raney,.

## Utilisations
Le 2-[(3-Aminophényl)sulfonyl]éthanol est utilisé à l'échelle industrielle dans la synthèse de colorants réactifs.
L'hydrogénosulfate de 2-[(3-aminophényl)sulfonyl]éthyle, demi-ester de l'acide sulfurique, est obtenu par estérification avec de l'acide sulfurique :
Ce dernier est utilisé par sa partie aniline à la fois pour un couplage azo et par réaction avec des dérivés d'halogéno triazine (chlorure cyanurique ou fluorure cyanurique, ou les composés dichloro ou difluoro correspondants) avec substitution de l'halogène dans la préparation de divers colorants azoïques. On peut citer par exemple la synthèse du C.I. Reactive Yellow 145 (d), un colorant réactif, dans la synthèse duquel l'hydrogénosulfate de 2-[(3-aminophényl)sulfonyl]éthyle est condensé avec une chlorotriazine.
Un autre exemple est la préparation du colorant réactif C.I. Reactive Blue 19 (de), dans lequel le 2-[(3-aminophényl)sulfonyl]éthanol est mis à réagir avec de l'acide bromaminique dans une réaction de Jourdan-Ullmann, et le produit de condensation est ensuite estérifié avec de l'acide sulfurique.